# Brodosplit
Brodosplit, officiellt Brodograđevna industrija Split d.d., är ett skeppsvarv i Split i Kroatien. Det grundades år 1922 och är Kroatiens största skeppsvarv. Varvet är beläget på Splitshalvöns norra sida och har sedan tillkomsten tillverkat över 350 fartyg med en dödvikt på över 10 miljoner ton. I varvets produktsortiment ingår bland annat tankfartyg, färjor och kryssningsfartyg. Drygt 80 % av produktionen exporteras till utlandet.

## Historik
Brodosplit grundades år 1922 genom sammanslagning av flera mindre skeppsvarv som fanns i Split och närområdet. Från år 1932 ligger skeppsvarvet vid Kaštelaviken i den norra delen av Split halvön. 
I samband med Kroatiens utträde ur Jugoslavien i början av 1990-talet och införandet av marknadsekonomi ombildades skeppsvarvet till ett aktiebolag med den kroatiska staten som största ägare. Antalet anställda uppgick vid tiden till drygt 4 000 personer och varvet var en stor och viktigt arbetsgivare i Split. I samband med omstrukturering sålde staten år 2013 sitt aktieinnehav till det kroatiska tillverkningsföretaget DIV. Med anledning av effektivisering och anpassning till marknadsläget nästan halverades antalet anställda vid varvet nästkommande år.

## Lista över fartyg tillverkade av Brodosplit (urval)[4]
- M/S Crown of Scandinavia (1994)
- M/S Gabriella (1991)
- M/S Isabelle (1989)
- M/S Amorella (1988)